# Brownington (Vermont)
Brownington ist eine Town im Orleans County des Bundesstaates Vermont in den Vereinigten Staaten mit 1042 Einwohnern (laut Volkszählung von 2020).

## Geografie

### Geografische Lage
Brownington liegt zentral im Orleans County. Das Gebiet der Town ist hügelig ohne nennenswerte Erhebungen. Im Norden liegt der Brownington Pond. Mehrere Flüsse entwässern das Gebiet, so der Day Brook, der den Brownington Pond durchfließt und im Süden der Barton River mit seinen Zuflüssen.

### Nachbargemeinden
Alle Entfernungen sind als Luftlinien zwischen den offiziellen Koordinaten der Orte aus der Volkszählung 2010 angegeben.
- Norden: Derby, 4,3 km
- Nordosten: Charleston, 11,0 km
- Südosten: Westmore, 14,6 km
- Süden: Barton, 3,2 km
- Westen: Irasburg, 17,3 km
- Nordwesten: Coventry, 12,0 km

### Klima
Die mittlere Durchschnittstemperatur in Brownington liegt zwischen −11,7 °C (11 °Fahrenheit) im Januar und 18,3 °C (65 °Fahrenheit) im Juli. Damit ist der Ort gegenüber dem langjährigen Mittel der USA um etwa 9 Grad kühler. Die Schneefälle zwischen Mitte Oktober und Mitte Mai liegen mit mehr als zwei Metern etwa doppelt so hoch wie die mittlere Schneehöhe in den USA. Die tägliche Sonnenscheindauer liegt am unteren Rand des Wertespektrums der USA, zwischen September und Mitte Dezember sogar deutlich darunter.

## Geschichte
Zunächst wurde Brownington am 26. Februar 1782 ausgerufen. Über den Grant kam es zwischen den Berechtigten und der Legislative, sowie dem Gouverneur zum Streit. Die Hauptberechtigten waren Daniel und Timothy Brown, sechs weitere männliche Mitglieder der Familie Brown und Sarah Brown. Nach ihnen wurde die Town Brownington bei ihrer Gründung am 2. Oktober 1790 benannt. Es siedelten jedoch keine Mitglieder der Familie in Brownington. Die Besiedlung startete im Jahr 1800.
Die Orleans County Grammar School, die erste High School des Countys, wurde im Jahr 1822 in Brownington gegründet. Die Schule öffnete im Jahr 1823 unter der Führung von Rev. James Woodward. Danach führte viele Jahre Rev. A.L. Twilight die Schule. Nach dem Bürgerkrieg stellte die Schule von 1865 bis 1870 ihren Betrieb ein und wurde von ihrem Standort ins Dorfzentrum versetzt. Die alte Schule wurde im Jahr 2016 durch 40 Ochsen zurück an ihren ursprünglichen Standort gezogen.
Der nördliche Teil der Town, der Brownington Historic District, wurde 1973 beim National Registry of Historic Places gelistet.

### Einwohnerentwicklung
| Volkszählungsergebnisse – Town of Brownington, Vermont | Volkszählungsergebnisse – Town of Brownington, Vermont | Volkszählungsergebnisse – Town of Brownington, Vermont | Volkszählungsergebnisse – Town of Brownington, Vermont | Volkszählungsergebnisse – Town of Brownington, Vermont | Volkszählungsergebnisse – Town of Brownington, Vermont | Volkszählungsergebnisse – Town of Brownington, Vermont | Volkszählungsergebnisse – Town of Brownington, Vermont | Volkszählungsergebnisse – Town of Brownington, Vermont | Volkszählungsergebnisse – Town of Brownington, Vermont | Volkszählungsergebnisse – Town of Brownington, Vermont |
| Jahr                                                   | 1800                                                   | 1810                                                   | 1820                                                   | 1830                                                   | 1840                                                   | 1850                                                   | 1860                                                   | 1870                                                   | 1880                                                   | 1890                                                   |
| ------------------------------------------------------ | ------------------------------------------------------ | ------------------------------------------------------ | ------------------------------------------------------ | ------------------------------------------------------ | ------------------------------------------------------ | ------------------------------------------------------ | ------------------------------------------------------ | ------------------------------------------------------ | ------------------------------------------------------ | ------------------------------------------------------ |
| Einwohner                                              | 65                                                     | 236                                                    | 265                                                    | 412                                                    | 486                                                    | 613                                                    | 761                                                    | 901                                                    | 854                                                    | 799                                                    |
| Jahr                                                   | 1900                                                   | 1910                                                   | 1920                                                   | 1930                                                   | 1940                                                   | 1950                                                   | 1960                                                   | 1970                                                   | 1980                                                   | 1990                                                   |
| Einwohner                                              | 748                                                    | 760                                                    | 741                                                    | 697                                                    | 689                                                    | 673                                                    | 599                                                    | 522                                                    | 708                                                    | 705                                                    |
| Jahr                                                   | 2000                                                   | 2010                                                   | 2020                                                   | 2030                                                   | 2040                                                   | 2050                                                   | 2060                                                   | 2070                                                   | 2080                                                   | 2090                                                   |
| Einwohner                                              | 885                                                    | 988                                                    | 1042                                                   |                                                        |                                                        |                                                        |                                                        |                                                        |                                                        |                                                        |

## Kultur und Sehenswürdigkeiten

### Bauwerke
Im Brownington Historic District befinden sich diverse Gebäude, die seit 1973 im National Registry of Historic Places gelistet sind. Zu diesen gehören:
- Samuel Read Hall House, errichtet 1831 durch George Carlton West. West plante das Haus selbst zu bewohnen, zog jedoch noch vor der Fertigstellung weg und Samuel Read bezog das Haus im Jahr 1856, als er Pastor der Brownington Congregational Church und Rektor der Orleans County Grammar School wurde.[7]
- Cyrus Eaton House, errichtet 1834 durch Cyrus Eaton, einem frühen Siedler aus Kanada. Eaton gehörte viel Land im heutigen Historic District und er verkaufte es an Alexander Twilight zum Bau seines Hauses und des Schulinternates.[7]
- Twilight Homestead, erster Wohnsitz von Alexander Twilight, als er 1829 Brownington erreichte.[7]
- Twilight Farmhouse, Wohnhaus Twilights, im zweiten Stock wurden Schüler der Grammar School untergebracht.[7]
- Old Stone House, errichtet 1836 durch Alexander Twilight als Schulinternat für die Schüler der Grammar School. Es wurde Athenian Hall genannt.[7]
- Lawrence barn, war ursprünglich nicht in Brownington errichtet. Es wurde von Ruth und Roland Lawrence im Jahr 1997 gespendet.[7]
- Observatory on the top of Prospect Hill, erbaut im Jahr 1898, eine Spende von William Barstow Strong
- Orleans Country Grammar School Building, das Gebäude wurde im Jahr 2016 an seinen ursprünglichen Platz zurückversetzt.[7]
- Rice and Going Hotel[7]
- Brownington Congregational Church[7]

## Wirtschaft und Infrastruktur

### Verkehr
Die Interstate 91 verläuft in nordsüdlicher Richtung durch die nordwestliche Ecke von Brownington und führt dann parallel zur Ton weiter Richtung Norden, von Derby im Norden nach Barton im Süden. Ebenfalls in nordsüdlicher Richtung verläuft die Vermont State Route 5A in nordsüdlicher Richtung von Charleston im Norden nach Westmore im Süden. Von ihr zweigt in westlicher Richtung die Vermont State Route 58 nach Irasburg ab. Es gibt keine Bahnverbindung nach Brownington.

### Öffentliche Einrichtungen
In Brownington gibt es kein eigenes Krankenhaus. Das nächstgelegene Krankenhaus ist das North Country Hospital & Health Care in Newport City.

### Bildung
Brownington gehört zur Orleans Central Supervisory Union. In Brownington befindet sich die Brownington Central School, eine Grund- und Mittelschule mit Schulklassen vom Kindergarten bis zum achten Schuljahr.
In Brownington gibt es keine Bibliothek. Die Barton Public Library ist die nächstgelegene Bibliothek.

## Persönlichkeiten

### Söhne und Töchter der Stadt
- Portus Baxter (1806–1868), Politiker
- William Barstow Strong (1837–1914), Präsident der Atchison, Topeka and Santa Fe Railway

### Persönlichkeiten, die vor Ort gewirkt haben
- Alexander Twilight (1795–1857), Schulrektor, Politiker und Pastor